# Trước ngày em đến (phim)
Trước ngày em đến (tựa gốc tiếng Anh: Me Before You) là một bộ phim chính kịch lãng mạn năm 2016 do Thea Sharrock đạo diễn, đồng thời cũng là tác phẩm điện ảnh đầu tay của cô. Được Jojo Moyes chuyển thể từ chính cuốn tiểu thuyết cùng tên năm 2012 của bà, bộ phim là câu chuyện tình giữa chàng trai bị liệt và cô gái chăm sóc cho anh. Tác phẩm do ba hãng New Line Cinema, Metro-Goldwyn-Mayer, Sunswept Entertainment phối hợp sản xuất và hãng Warner Bros. Pictures đảm nhiệm vai trò phân phối, với sự tham gia diễn xuất của Emilia Clarke, Sam Claflin, Janet McTeer, Charles Dance và Brendan Coyle.
Trước ngày em đến bắt đầu được phát triển từ năm 2013, khi Metro-Goldwyn-Mayer có được bản quyền màn ảnh cho cuốn tiểu thuyết của Moyes và tuyển Scott Neustadter cùng Michael H. Weber vào vị trí biên kịch. Năm 2014, Thea Sharrock được công bố giữ vị trí chỉ đạo bộ phim, biến đây trở thành tác phẩm điện ảnh đầu tiên do cô đạo diễn chính. Sharrock cùng Moyes dành nhiều tháng viết kịch bản trước khi bản nháp cuối cùng được Neustadter và Weber hoàn thiện. Lấy bối cảnh chính ở Anh Quốc, tác phẩm ghi hình tại nhiều địa điểm khác nhau trên khắp đất nước từ tháng 4 đến tháng 6 năm 2015.
Trước ngày em đến có buổi chiếu ra mắt toàn cầu tại Nhà hát AMC Lincoln Square 13, New York vào ngày 23 tháng 5 năm 2016 và sau đó được Warner Bros. Pictures phát hành tại Liên hiệp Anh và Bắc Mỹ vào ngày 3 tháng 6 năm 2016. Dù nhận về đánh giá trái chiều từ giới chuyên môn cũng như nhiều chỉ trích từ cộng đồng người khuyết tật, bộ phim vẫn có được sự thành công ở phòng vé khi thu về 208 triệu USD trên toàn thế giới so với ngân sách 20 triệu USD. Tại lễ trao giải Sự lựa chọn của công chúng lần thứ 43, tác phẩm giành giải Phim chính kịch được yêu thích.

## Nội dung
Một buổi sáng trời mưa lớn, Will Traynor đang trên đường đi làm thì sơ ý bước ra ngay trước mũi một chiếc xe máy đang phóng nhanh. Vụ tai nạn làm anh từ một chàng trai khoẻ mạnh trở thành người bị liệt từ cổ trở xuống và vĩnh viễn phải di chuyển bằng xe lăn điện. Cùng sống trong thị trấn nhỏ ấy có Lou Clark, cô gái tính tình vui vẻ và có gu ăn mặc độc đáo. Vừa mất công việc lâu năm tại quán cà phê, cô được thuê làm người bầu bạn và chăm sóc cho Will. Anh tỏ ra lạnh lùng và coi thường Lou mặc cho thái độ vui vẻ và những bộ trang phục đầy màu sắc của cô, khiến Lou vô cùng chán nản nhưng được em gái mình là Treena khuyên cố gắng tiếp tục công việc để phụ giúp gia đình.
Một hôm, Rupert – bạn thân nhất với Will khi xưa, cùng Alicia – nay đã là người yêu cũ của Will, đến thăm anh và tiết lộ rằng họ đã đính hôn. Khi họ ra về, Will tức giận đập vỡ hết những bức hình chụp đặt trên tủ quần áo của mình. Lou tỏ ra thất vọng khi Patrick, bạn trai lâu năm của cô, đề xuất hai người dành kỳ nghỉ ở Na Uy nhưng thực chất là để anh tham gia một cuộc thi thể thao. Sáng hôm ấy khi Lou đang cố sửa các khung ảnh, những lời có phần quá đáng của Will làm cô bực mình và nói rằng cô ở đây chỉ vì tiền lương. Hôm khác, Will yêu cầu Lou cùng ngồi xem một bộ phim Pháp có phụ đề, hai người trò chuyện vui vẻ với nhau lần đầu tiên. Khi Will đến bệnh viện để kiểm tra như thường lệ, y tá riêng của anh – Nathan, người hỗ trợ anh mọi thứ liên quan đến thể chất như vận động, tập thể dục và thay quần áo, tiết lộ với Lou rằng Will đã từng dốc sức luyện tập để hồi phục nhưng chứng chấn thương tủy sống của anh là không thể chữa khỏi.
Một lần trông Will ốm, Lou bắt gặp vết sẹo lớn trên cổ tay anh. Qua một video trong chiếc laptop của Will, Lou lần đầu thấy hình ảnh Will khi xưa chu du khắp nơi và chơi rất nhiều môn thể thao. Khi Will tỉnh lại, Lou hỏi anh về vụ tai nạn, hát và kể cho anh nghe câu chuyện về đôi tất kẻ sọc vàng đen. Trong một cuộc trò chuyện ngoài vườn, Will khuyên Lou nên sống hết mình, nhưng cô tỏ vẻ né tránh và chuyển sang đề nghị cạo râu cho anh. Lou tình cờ nghe được cuộc tranh cãi giữa cha mẹ Will và phát hiện ra chuyện anh cho họ sáu tháng trước khi sang Thụy Sĩ nhận trợ tử vì không thể chấp nhận sống một cuộc đời khuyết tật. Lou tự thấy mình có trách nhiệm giúp Will nhận ra rằng cuộc đời vẫn còn rất đáng sống và lên kế hoạch cho nhiều cuộc phiêu lưu khác nhau, một trong số đó là chuyến đi xem đua ngựa kết thúc không mấy tốt đẹp. Dù vậy, Lou vẫn thuyết phục được Will cùng đi xem một buổi hòa nhạc Mozart.
Vào ngày sinh nhật Lou, Will đến ăn tối cùng gia đình cô và tặng Lou đôi tất kẻ sọc vàng đen, khiến cô vô cùng vui sướng. Hôm sau, trong một cuộc dạo chơi bên ngoài toà lâu đài, Will kể cho Lou về địa điểm yêu thích của anh ở Paris và ngỏ lời mời Lou cùng đi dự đám cưới của Alicia. Những ngày sau đó, Lou được biết Will đã giới thiệu việc làm cho cha cô, đồng thời anh cũng gặp mặt một vị luật sư chuyên về di chúc. Tại đám cưới của Alicia, Will cùng Lou vui vẻ "khiêu vũ" trên chiếc xe lăn. Ít ngày sau, Will lại đổ bệnh do bị viêm phổi, căn bệnh đã từng suýt giết chết anh. Lou và Patrick chia tay, chấm dứt mối quan hệ bảy năm của họ.
Trong chuyến du lịch đến hòn đảo Mauritius, dù có những giây phút rất hạnh phúc bên nhau, Will nói với Lou rằng anh vẫn không từ bỏ ý định tìm đến trợ tử. Anh muốn cô được sống trọn vẹn thay vì sống một cuộc đời dang dở bên cạnh anh và mong Lou sẽ cùng đi tới Thụy Sĩ, nhưng cô từ chối vì quá đau lòng. Cô nghỉ việc và không liên lạc với Will, nhưng sau đó được cha mình thuyết phục đến gặp anh. Lou sang Thụy Sĩ và ở bên Will trong những giây phút cuối cùng. Vài tuần sau khi Will ra đi, ngồi trong quán cà phê yêu thích của anh ở Paris, Lou đọc bức thư anh để lại cho cô. Trong thư, anh dặn cô tìm đến một cửa hàng nước hoa, dặn cô theo đuổi ước mơ của mình bằng số tiền vừa đủ mà anh để lại,... đồng thời cũng thổ lộ rằng hình ảnh của cô đã khắc sâu trong tim anh ngay từ những phút giây đầu tiên. Bức thư kết thúc với những câu chữ "Sống thật hết mình em nhé" và "Hãy cứ sống. [...] Yêu em, Will".

## Diễn viên
- Emilia Clarke vai Louisa "Lou" Clark
- Sam Claflin vai William "Will" Traynor
- Janet McTeer vai Camilla Traynor, mẹ của Will
- Charles Dance vai Stephen Traynor, cha của Will
- Brendan Coyle vai Bernard Clark, cha của Lou
- Stephen Peacocke vai Nathan, y tá của Will
- Matthew Lewis vai Patrick, bạn trai của Lou
- Jenna Coleman vai Katrina "Treena" Clark, em gái của Lou[6]
- Samantha Spiro vai Josie Clark, mẹ của Lou
- Vanessa Kirby vai Alicia, người yêu cũ của Will
- Ben Lloyd-Hughes vai Rupert, người bạn thân khi xưa của Will

## Chủ đề và phong cách
Sharrock mô tả Trước ngày em đến là một bộ phim "đáng để rơi nước mắt" vì nó mang đến cơ hội để dừng lại và suy ngẫm về giá trị thực của cuộc sống, trong khi đó cũng xoáy vào vấn đề trọng tâm: "điều gì khiến cuộc đời đáng sống khi bạn phải ngồi xe lăn?" Vị đạo diễn cho rằng các vấn đề như khuyết tật làm thay đổi hoàn toàn cuộc sống và tính đạo đức của an tử – là những chủ đề khó tái hiện hơn là "đen tối". Về định hướng thực hiện bộ phim, Sharrock chia sẻ rằng cô muốn kể một câu chuyện với độ "thật" cao và có thể khơi gợi sâu sắc sự đồng cảm ở khán giả, hy vọng bộ phim của cô sẽ mang đến một phần trải nghiệm của người khuyết tật vốn ít được tái hiện trên phim ảnh, nhưng theo cách mà không làm cho khán giả cảm thấy quá "khó chịu". Cô giải thích: "Nếu ta chiếu cảnh Will được đặt vào và nhấc ra khỏi xe lăn, hay được bế đi tắm, ấn tượng mang lại sẽ là sự khổ sở. Tôi muốn bình thường hoá nó lại." Ngoài ra, nữ đạo diễn cũng chú ý đến một yếu tố xã hội ngày nay, đó là việc con người ta dễ dàng và nhanh chóng đưa ra phán xét nhờ vào mạng xã hội. Cô nói: "Thực ra trong cuộc sống có một số điều nhất định mà bạn không thể phán xét khi chưa đặt mình vào vị trí đó."
Vốn nhìn nhận cuốn tiểu thuyết là một chuyện tình tươi sáng, giàu hy vọng và tích cực, Sharrock luôn cẩn trọng trong việc kiểm soát tông chủ đạo của bộ phim sao cho tác phẩm không bị thiên về khía cạnh nghiêm trọng của nó và mang lại cảm giác nặng nề. Cô cho rằng "lấy sự hóm hỉnh để cân bằng lại nỗi buồn" là một cách làm rất "Anh", và để cân bằng với yếu tố bi kịch, cô cố gắng để mang lại tính thực tế cho yếu tố hài kịch trong phim mà không làm khán giả cảm thấy bị thao túng hay gượng ép. Nữ đạo diễn cũng muốn tập trung vào sự "giản đơn mà tuyệt vời" trong cách hai nhân vật chính đến với nhau và làm rõ rằng "việc ta cho ai đó bước vào đời mình và tin tưởng để họ mở ra cho ta một cuộc sống hoàn toàn khác là hiếm có đến mức nào."
Để tham khảo cho quá trình làm phim, Sharrock đã xem Love Story (1970) vì sự tương đồng giữa tác phẩm này với Trước ngày em đến, bên cạnh đó là Truly, Madly, Deeply (1990), Terms of Endearment (1983) và các bộ phim của hãng Working Title như Bridget Jones' Diary (2001), Kiêu hãnh và định kiến (2005) – những tác phẩm lãng mạn đẫm nước mắt mà theo cô là có tông chủ đạo tương đồng với kiểu phim mà cô muốn làm. Tuy vậy, vị đạo diễn tránh việc so sánh để không làm ảnh hưởng đến "chất riêng" của mình, nói: "Tôi thực sự cảm thấy mình rất hiểu câu chuyện này, hiểu rõ các nhân vật là ai trong câu chuyện ấy và hiểu tại sao tôi muốn kể nó. Và tôi muốn kể nó theo cách của tôi."

## Sản xuất

### Phát triển

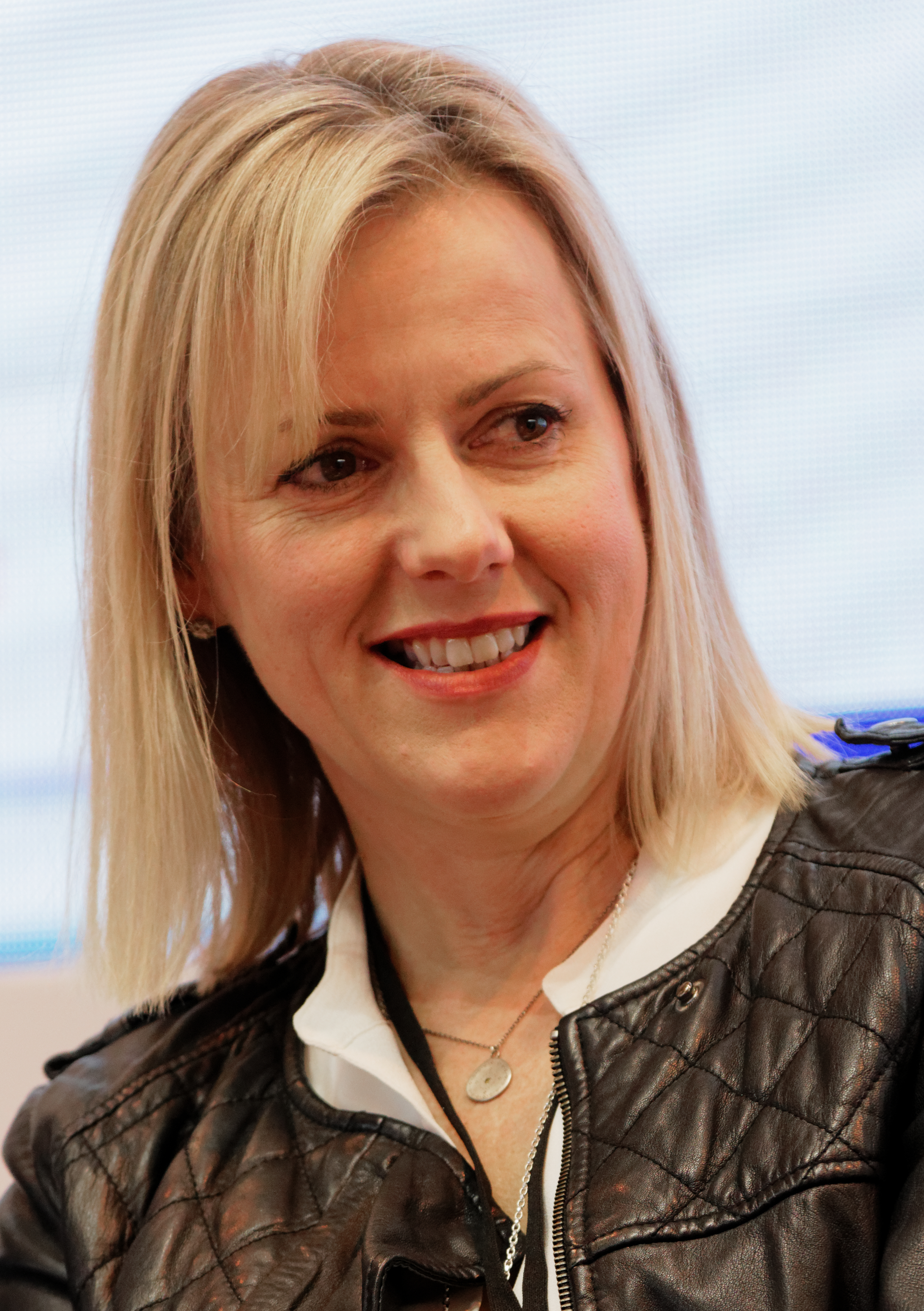
Jojo Moyes trực tiếp chắp bút chuyển thể tiểu thuyết Trước ngày em đến của mình lên màn ảnh rộng

Tháng 1 năm 2013, Metro-Goldwyn-Mayer có được bản quyền màn ảnh cho cuốn tiểu thuyết Trước ngày em đến của Jojo Moyes. Nữ tác giả chia sẻ trước đó vào thời điểm ngay sau khi tờ The New York Times viết một bài đánh giá tích cực về cuốn sách của bà, đã có "12 studio phim và hãng sản xuất gõ cửa nhà tôi [để thương lượng bản quyền màn ảnh]". Tháng 10 năm 2013, bộ đôi từng đồng biên kịch cho nhiều tác phẩm điện ảnh lãng mạn là Scott Neustadter và Michael H. Weber được Metro-Goldwyn-Mayer lựa chọn để chắp bút cho bộ phim dựa trên một bản nháp có sẵn của Moyes; trong khi đó Karen Rosenfelt gia nhập đoàn làm phim với tư cách nhà sản xuất. Tháng 4 năm 2014, Thea Sharrock, vốn được biết đến với vai trò chỉ đạo các vở kịch sân khấu, chính thức được công bố giữ vị trí đạo diễn bộ phim, biến đây trở thành tác phẩm điện ảnh đầu tiên của cô. Tại thời điểm nhận kịch bản cho bộ phim, Sharrock chưa đọc cuốn tiểu thuyết gốc nhưng liền bị thu hút bởi các nhân vật cũng như chuyện tình và chất Anh đặc trưng của tác phẩm, nên đã lập tức nhận lời chỉ đạo bộ phim chuyển thể. Cô mô tả kịch bản mà mình nhận được là hoàn toàn khác so với những tác phẩm phim lúc bấy giờ khi "kết hợp được cả yếu tố nhẹ nhàng và nghiêm trọng trong một câu chuyện tình". Trước khi bản nháp cuối được Neustadter và Weber hoàn thiện, Moyes cùng Sharrock dành khoảng một năm viết kịch bản, từ tháng 3 năm 2014 cho đến khi bộ phim bấm máy, dưới hình thức gặp mặt hoặc qua email. Trong quá trình này, Sharrock thừa nhận bản thân là người hay tham khảo cuốn sách hơn cả tác giả của nó, bày tỏ sự thán phục khi Moyes không bị giới hạn bởi cuốn tiểu thuyết và cởi mở với những phát sinh. Vị đạo diễn nói: "Vì cô ấy hiểu quá rõ các nhân vật nên tôi không bao giờ phải lo mình sẽ đi sai đường trong việc lựa chọn lời nói hay hành động cho nhân vật". Với Moyes, Trước ngày em đến không chỉ là cuốn sách đầu tiên của bà được chuyển thể lên màn ảnh rộng mà đây cũng là lần đầu bà thử sức với công việc viết kịch bản. Ngoài Sharrock và Moyes, một số vị trí chủ chốt trong đoàn làm phim đều do nữ giới đảm nhiệm, trong đó có hai nhà sản xuất Rosenfelt và Alison Owen, còn Sue Baden-Powell giữ ghế giám đốc sản xuất. Sharrock cho rằng sự áp đảo này là một điều tình cờ mà cô hy vọng rằng có thể "mang lại sự thay đổi".

### Tuyển vai
Ngày 2 tháng 9 năm 2014, báo chí đưa tin Emilia Clarke và Sam Claflin sẽ góp mặt trong bộ phim. Cả hai đều đánh bại nhiều ứng cử viên để có được vai chính, trong đó Clarke đã vượt qua hơn 300 người. Ý thức được chất Anh đặc trưng của cuốn tiểu thuyết gốc, Sharrock đặc biệt nhấn mạnh vào việc giao vai chính cho các diễn viên người Anh. Cả vị đạo diễn và Moyes đều cho rằng việc tìm một diễn viên có thể hoá thân vào nhân vật Lou là khó hơn cả so với các vai còn lại, trong đó Sharrock gọi đây là một vai diễn khá khác biệt với bất kì nhân vật nào mà cô đã thấy trên màn ảnh trong một thời gian dài. Cô mô tả ở Lou có sự tươi mới, ngây thơ, "rất dễ mến nhưng không theo kiểu ngớ ngẩn hay trẻ con" – một hình tượng dễ bị coi là "hoàn mĩ" quá mức. Dù Clarke là ứng cử viên đầu tiên Sharrock liên lạc nhưng phải đến khi gặp nữ diễn viên tại buổi thử vai, Sharrock mới nhận ra cô là sự lựa chọn hoàn hảo khi hội tụ đủ những tố chất của Lou, đặc biệt là "tính cách ấm áp". Clarke đã đọc cuốn sách trước khi nhận vai và ngay lập tức nhận lời chỉ sau khi đọc ba trang đầu của kịch bản. Một số diễn viên là người khuyết tật đã được cân nhắc vào vai Will, tuy nhiên Sharrock giải thích rằng cô "không có nhiều sự lựa chọn" và đây phải là người không chỉ thoả mãn tiêu chí của cô mà còn của cả phía studio phim. Sharrock quyết định trao vai diễn này cho Claflin vì thấy được sự đồng cảm giữa nam diễn viên và nhân vật, cũng như tin tưởng anh có thể lột tả được tâm lý của Will ở cuối phim, cô nói: "Khi chúng tôi mới gặp, cậu ấy đã rất thẳng thắn khi nói rằng nếu mình là Will, cậu ấy cũng sẽ đưa ra quyết định như vậy. [...] Cậu ấy hoàn toàn hiểu nhân vật này và lý do đằng sau những hành động của nhân vật". Cả Clarke và Claflin đều diễn tập với nhiều nam/nữ diễn viên khác ở buổi thử vai, tuy nhiên Sharrock đã nhận ra sự tương tác "tuyệt vời" giữa hai diễn viên chính, còn Moyes đã rơi nước mắt sau khi xem băng ghi hình họ diễn tập một cảnh quay quan trọng. Hai diễn viên chính dành nhiều thời gian để chuẩn bị cho vai diễn của mình. Clarke đã nghiên cứu các diễn đàn dành cho những người chăm sóc bệnh nhân, còn Claflin gặp mặt và trò chuyện với nhiều bệnh nhân khuyết tật và người nhà của họ cũng như các chuyên gia y tế trên phim trường, đồng thời cũng theo dõi các blog cá nhân, xem nhiều video YouTube và phim tài liệu có liên quan đến khuyết tật, trong đó có tập phim tài liệu Terry Pratchett: Choosing to Die của đài BBC Scotland về đề tài trợ tử. Nam diễn viên cũng đã trải qua ba tháng luyện tập thể chất với chế độ ăn nghiêm ngặt và giảm 18 kg để thể hiện tốt nhất sự thay đổi của Will trước và sau tai nạn.
Ngày 24 tháng 3 năm 2015, Stephen Peacocke được thông báo sẽ vào vai y tá của Will, Nathan. Để chuẩn bị cho bộ phim, anh cùng Claflin và Sharrock dành thời gian nghiên cứu về ảnh hưởng của liệt tứ chi và trò chuyện với các bệnh nhân mắc chứng chấn thương tủy sống. Jenna Coleman và Charles Dance gia nhập dàn diễn viên vào ngày 2 tháng 4 năm 2015, còn Janet McTeer tham gia vào bộ phim một tuần sau đó. Sharrock tiết lộ McTeer là sự lựa chọn đầu tiên của cô cho vai mẹ của Will, còn Dance được tuyển khi vị đạo diễn cần tìm một diễn viên có chiều cao tương ứng để vào vai người chồng bên cạnh McTeer. Sự góp mặt của các diễn viên Brendan Coyle, Matthew Lewis, Samantha Spiro, Vanessa Kirby và Ben Lloyd-Hughes được công bố vào ngày 10 tháng 4 năm 2015.

### Chuyển thể
Việc giữ được tinh thần của cuốn tiểu thuyết vào trong phim là một điều quan trọng với Sharrock, đặc biệt là bản chất của các nhân vật. Cô cũng đặc biệt nhấn mạnh vào việc giữ nguyên bối cảnh ở Anh của cuốn tiểu thuyết khi chuyển thể nó lên màn ảnh, bởi theo vị đạo diễn, kiểu phân chia tầng lớp xã hội "cổ hủ" đậm chất Anh là yếu tố chi phối câu chuyện cũng như các nhân vật, đặc biệt là cách Will và gia đình anh đối mặt với nỗi đau. Tuy nhiên, để giữ lại được những giá trị cốt lõi nhất làm nên các nhân vật và để tạo ra sự cân bằng giữa hài kịch và bi kịch, cũng như giữa câu chuyện tình yêu và các vấn đề gây tranh cãi, vài chi tiết đáng chú ý trong tiểu thuyết đã không được xuất hiện trên phim. Một trong số đó là kí ức của Lou về việc bị một nhóm đàn ông quấy rối tình dục nhiều năm về trước. Moyes tiết lộ kịch bản đã được sửa đi sửa lại nhiều lần trong vòng sáu tháng và đoàn làm phim đã thử nhiều kỹ thuật tường thuật khác nhau như kể trực tiếp hay hồi tưởng lại, nhưng cuối cùng họ quyết định loại bỏ cảnh này để tránh "làm mất cân bằng bộ phim", còn Sharrock cho rằng nó sẽ "làm thay đổi hướng đi" cũng như biến tác phẩm trở thành bộ phim "xoay quanh cô gái hẳn đã từng bị cưỡng hiếp trong một mê cung và những gì xảy ra sau đó chỉ là phụ." Nhân vật em gái của Will không có mặt trong phim vì cô "không đóng góp gì nhiều cho cốt truyện" và Sharrock cảm thấy sự có mặt của cô "có chút gì đó sai sai", đặc biệt là cảnh ở trung tâm trợ tử. Ban đầu, vị đạo diễn cho rằng chi tiết cha Will ngoại tình là một khía cạnh quan trọng trong cuộc đời của nhân vật và cho thấy "sự phức tạp của cuộc sống", nên đã cho ghi hình, nhưng cuối cùng lại quyết định loại bỏ vì nhận ra nó là một tình tiết "ngáng đường", đồng thời cũng để khán giả không bị xao nhãng và tập trung hơn vào câu chuyện giữa Lou và Will. Một số thay đổi nhỏ khác có thể kể đến như trong phim, Will 31 tuổi, còn phiên bản tiểu thuyết của anh 35 tuổi; hay bộ phim chủ yếu được kể dưới góc nhìn của Lou chứ không có sự thay đổi như trong cuốn sách. Ngoài ra, Lou không tham gia vào một nhóm chat về liệt tứ chi và không có một hình xăm đôi với Will, cũng như không chuyển vào sống cùng anh hay Patrick giống như trong tiểu thuyết. Patrick cũng không tiết lộ cho báo chí về việc Will tìm đến trợ tử khiến Lou và nhà Traynor gặp nhiều rắc rối như trong cuốn sách.
Gọi việc giữ kết thúc của phim giống như trong tiểu thuyết là "dũng cảm", Sharrock cho rằng đây là một cách làm "thú vị hơn" khi trung thành tuyệt đối với cuốn sách. Cô nói: "Thay đổi cái kết sẽ là một cách làm dễ dàng quá mức." Moyes chia sẻ rằng cô không muốn phim có kết cục "sướt mướt đậm chất Hollywood", còn Sharrock bày tỏ sự trân trọng khi hai hãng sản xuất bộ phim là Metro-Goldwyn-Mayer và New Line Cinema không bao giờ yêu cầu họ thay đổi cái kết theo hướng Hollywood.

### Trang phục
Xuyên suốt bộ phim, Lou đã thay khoảng 50 trong số 72 bộ trang phục được chuẩn bị cho nhân vật. Một thời gian dài trước khi bộ phim bắt đầu ghi hình, nhà thiết kế từng được đề cử giải BAFTA Jill Taylor đã gặp mặt Moyes để thảo luận về những gì nữ tác giả kiêm biên kịch muốn có trong tủ đồ của Lou, thứ mà bà mô tả là "cách cô ấy thể hiện cá tính của riêng mình" chứ không phải là để "thu hút sự chú ý". Cách Lou ăn mặc được Taylor lấy cảm hứng từ chính những cô gái London với phong cách độc đáo, tự tin. Nhà thiết kế tìm cho Lou những trang phục lạ, đầy màu sắc nhưng cũng không "làm [khán giả] xao lãng khỏi mạch cảm xúc của bộ phim." Tủ quần áo của nhân vật chủ yếu là những món đồ vintage giá rẻ mua tại các cửa hàng từ thiện và các chuỗi cửa hàng như Matalan, Primark và TK Maxx, ngoài ra vài món là của chính Taylor và đội ngũ của bà. Taylor cũng cho rằng những đôi giày phong cách leprechaun hiệu Irregular Choice mà Lou mang rất quan trọng trong việc xây dựng nhân vật có ước muốn học thời trang này. Bộ trang phục mà theo Moyes là "thực sự đắt tiền" và "đảm bảo yêu cầu gây ấn tượng mạnh với khán giả" là chiếc đầm đỏ vải lụa grosgrain do Taylor thiết kế riêng cho Lou, bên cạnh bộ váy hoa màu xanh cô mặc đi đám cưới. Để khắc hoạ một Lou trang trọng hơn thường ngày khi lần đầu "cố hoà nhập vào thế giới của Will", Taylor thiết kế bộ đầm màu đỏ dựa trên những chiếc váy dạ hội thập niên 1950. Bà chọn cho Will những bộ quần áo thoải mái nhưng vẫn toát lên sự sang trọng, cho rằng "thế giới của Will vốn toàn là màu xám, xanh navy, be và nâu, những tông màu trầm", nhưng khi anh bắt đầu để tâm đến Lou và cuộc sống xung quanh, trang phục của anh trở nên sống động hơn. Sharrock dành lời khen cho những đóng góp của Taylor và đội ngũ của bà, tiết lộ họ dành riêng một căn phòng treo đầy những bức ảnh các loại trang phục, tráo đổi và kết hợp chúng để chọn ra trang phục cho Lou trong từng cảnh quay nhất định. Họ cũng theo dõi sát sao tiến trình thay đổi trong tủ đồ của Lou, với Sharrock cho rằng khi Lou đặt chân đến Paris, "cô ấy đã đạt đến một ngưỡng nhất định của sự tinh tế, điều đã được lên kế hoạch tỉ mỉ trong suốt hành trình của nhân vật."

### Ghi hình và biên tập
Clarke và Claflin cùng một số diễn viên phụ của Trước ngày em đến bắt đầu diễn tập bốn tháng trước khi bộ phim chính thức bấm máy, một khoảng thời gian chuẩn bị dài hiếm có trong điện ảnh nhưng là điều mà Sharrock vẫn luôn tiến hành khi đạo diễn các vở kịch sân khấu. Cô cho rằng làm như vậy đã giúp các diễn viên hiểu rất rõ mọi cảnh quay và dễ dàng thích nghi với những thay đổi trong kịch bản. Trong khoảng thời gian này, hai diễn viên chính đều không vướng vào lịch ghi hình nào khác nên họ cùng Sharrock và Moyes thường xuyên gặp mặt để trao đổi với bên studio phim, diễn tập các cảnh, thảo luận về lời thoại và đặc biệt là tập sử dụng chiếc xe lăn. Đôi khi vị đạo diễn cũng mời Clarke và Claflin đến nhà dùng bữa tối để cùng thảo luận về các nhân vật và bộ phim. Trước ngày em đến bắt đầu ghi hình vào tháng 4 năm 2015 và đóng máy vào ngày 26 tháng 6 cùng năm. Bộ phim được quay tại nhiều địa điểm khác nhau trên khắp nước Anh, trong đó thị trấn Pembroke, xứ Wales là nơi ghi hình chủ yếu. Lâu đài Pembroke, nơi quay các cảnh ngoại thất của trang viên nhà Traynor, được Sharrock lựa chọn vì cô muốn tái hiện sự khác biệt về nơi ở của những người sống trong cùng một khu vực và nhấn mạnh vào yếu tố tầng lớp xã hội. Toà dinh thự nằm bên trong lâu đài – nơi ở của gia đình Traynor, được quay tại tu viện Wytham ở Oxfordshire. Một số địa điểm lịch sử khác được đoàn làm phim lựa chọn là trang viên Chenies, Buckinghamshire – bối cảnh cho đám cưới, và trường đua ngựa Sandown Park ở Esher, Surrey. Những cảnh bên ngoài nhà Lou được quay tại thị trấn Harrow, London. Nếu như chuyến du lịch lãng mạn trong tiểu thuyết diễn ra ở Mauritius thì đảo quốc này đã được đoàn làm phim thay thế bằng đảo Mallorca ở Tây Ban Nha, với Sharrock mô tả rằng nơi này "phải tạo cảm giác rằng Lou đã cố hết sức mình vì Will." Đoàn làm phim không thay đổi những địa điểm ở Paris được đề cập trong tiểu thuyết, bao gồm quảng trường Dauphine và cầu Alexandre-III, nơi mà theo Sharrock là "để khán giả có thể thực sự xả hơi và trông đợi vào nhiều điều trong tương lai, cái mà có lẽ sẽ không xảy ra nếu hai nhân vật chính chưa từng gặp gỡ".

Các địa điểm quay phim
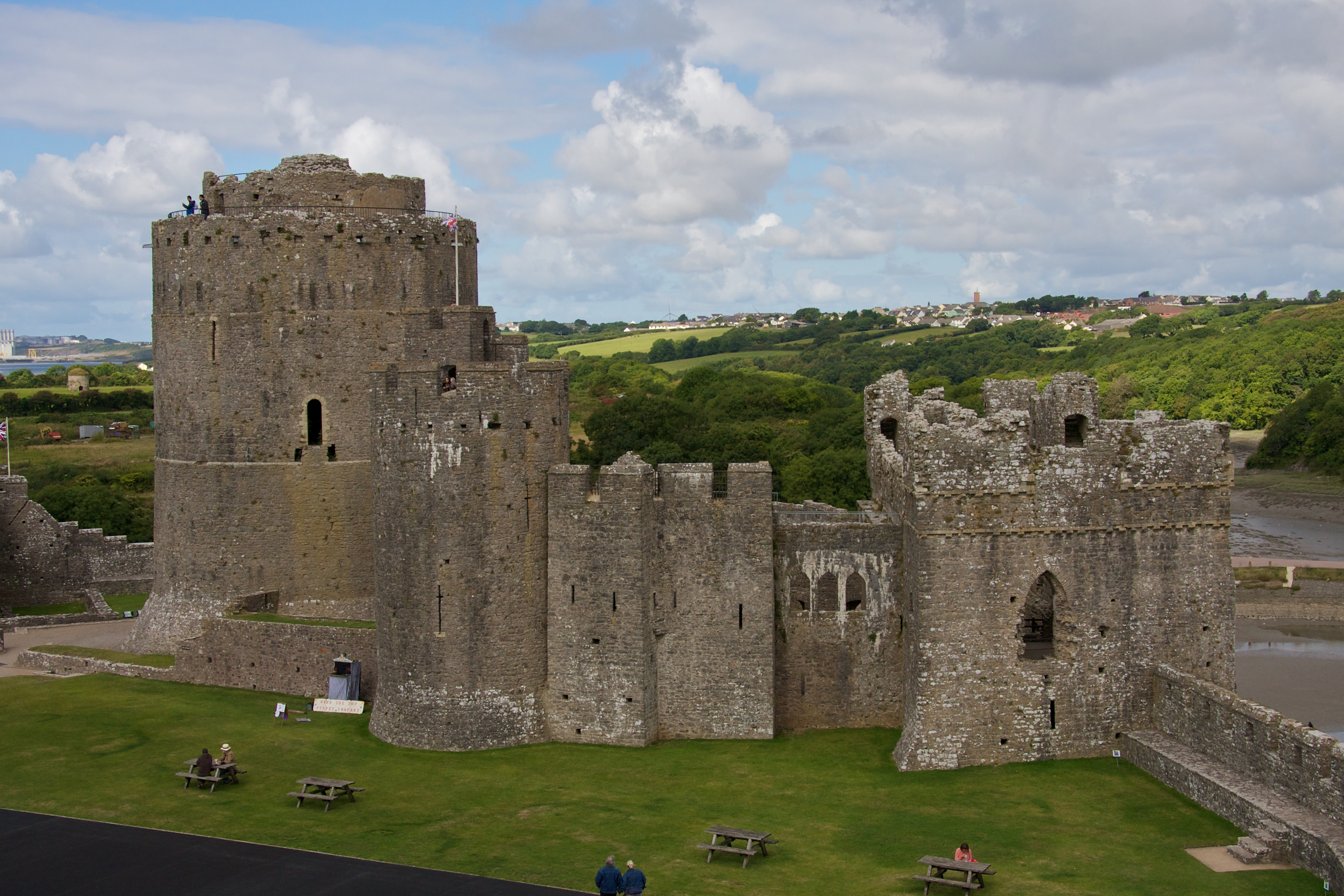
Lâu đài Pembroke
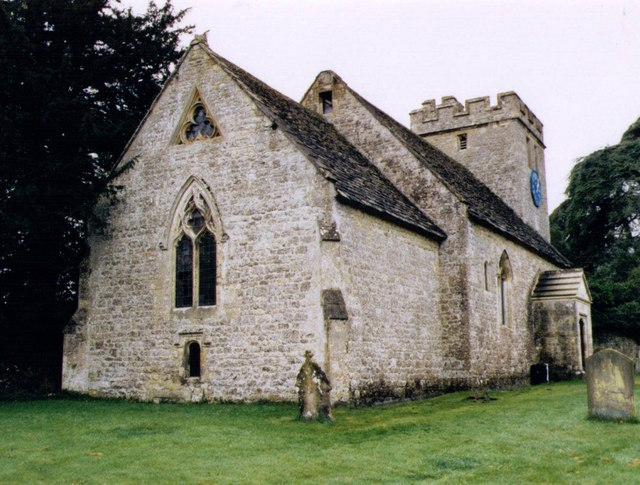
Tu viện Wytham
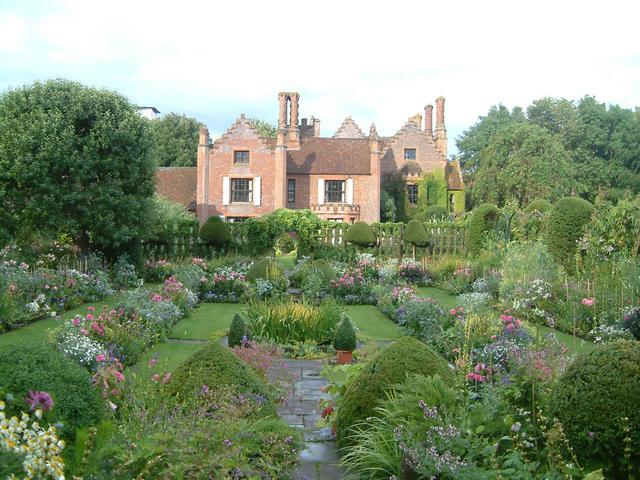
Trang viên Chenies
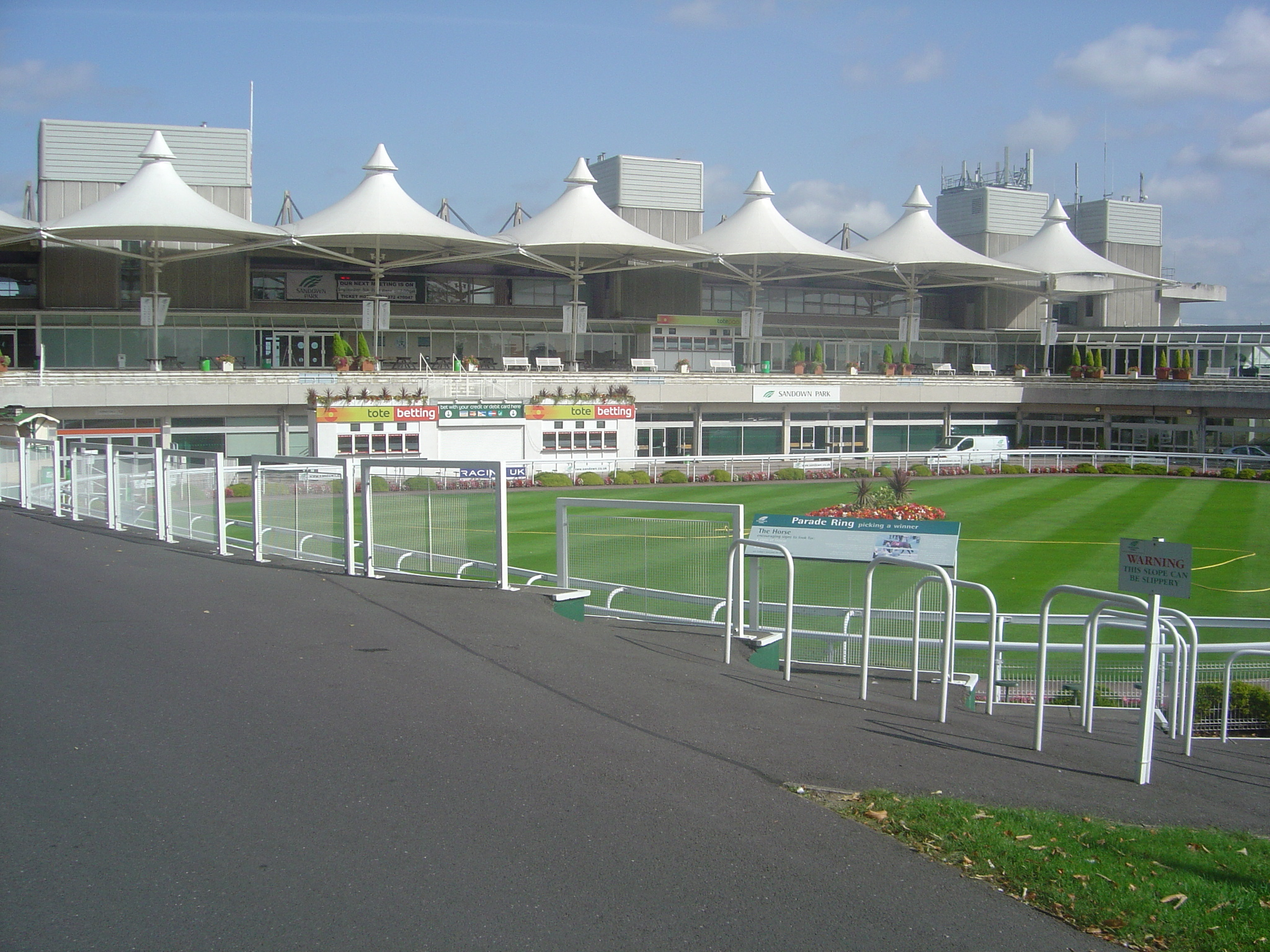
Trường đua ngựa Sandown Park
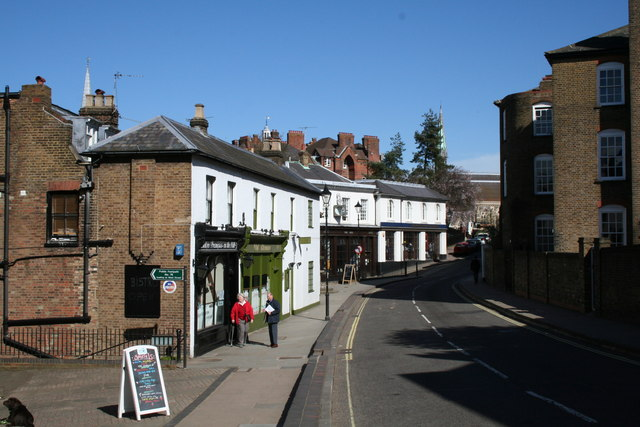
Harrow, London
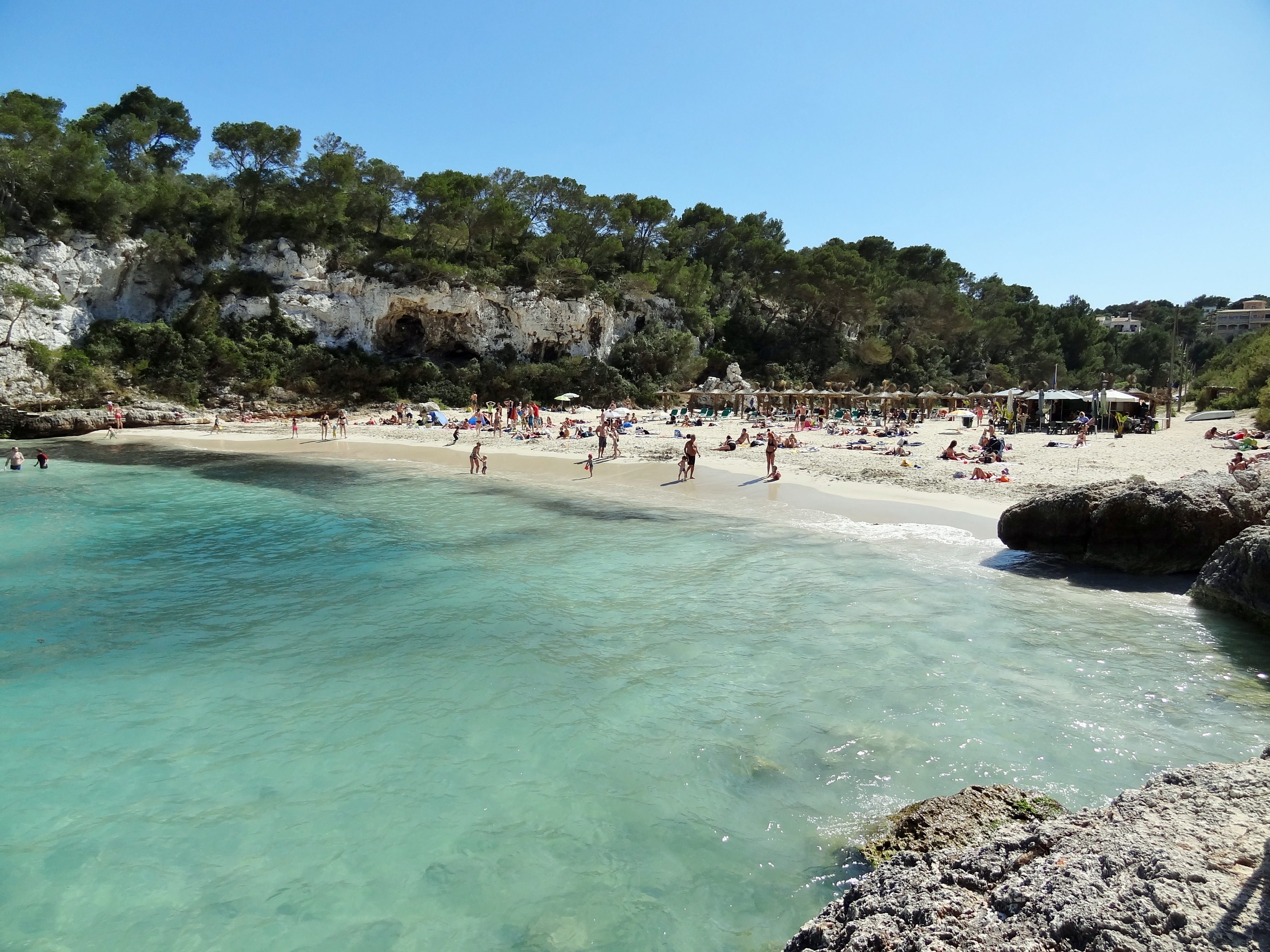
Mallorca
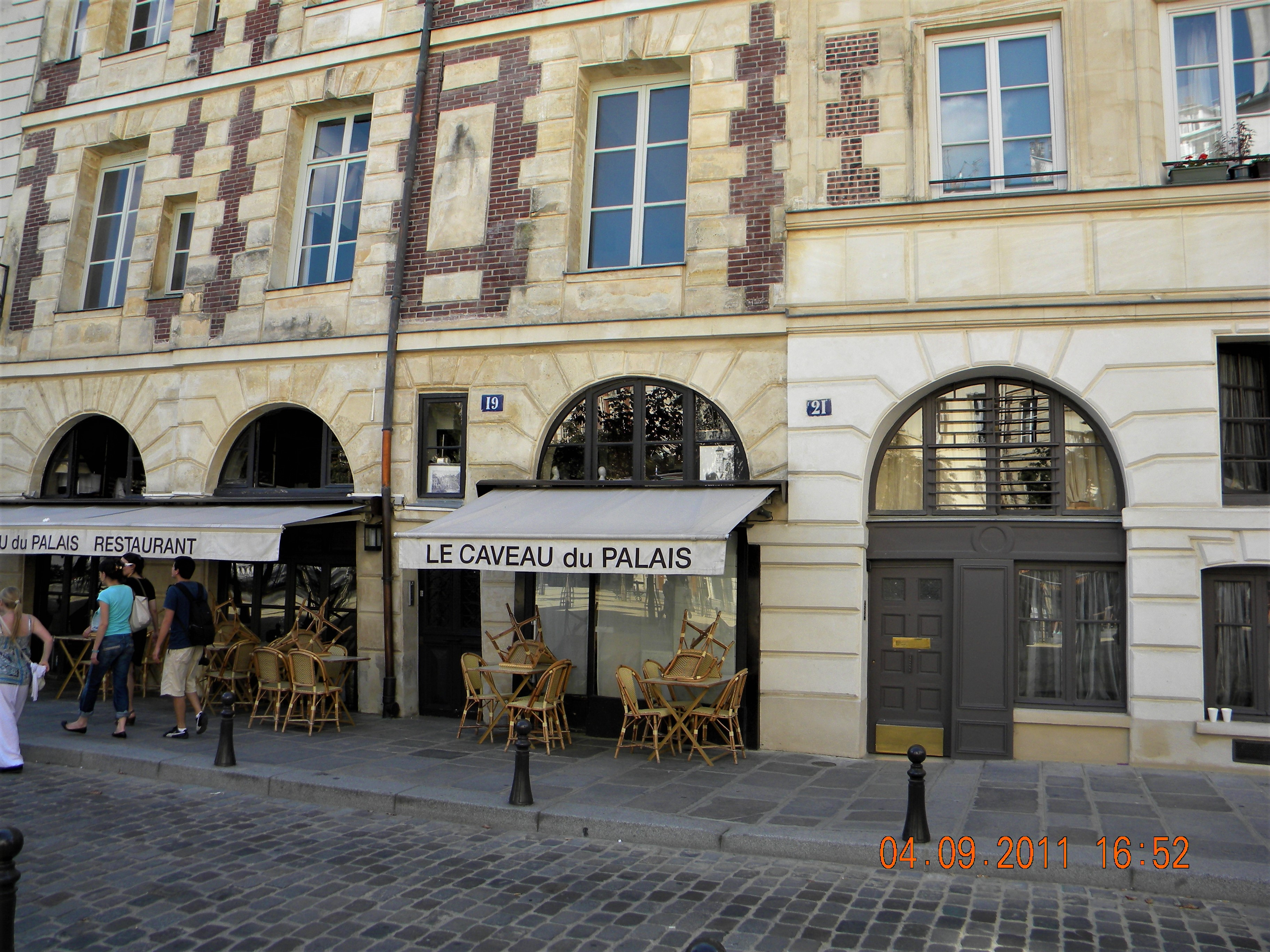
Quảng trường Dauphine
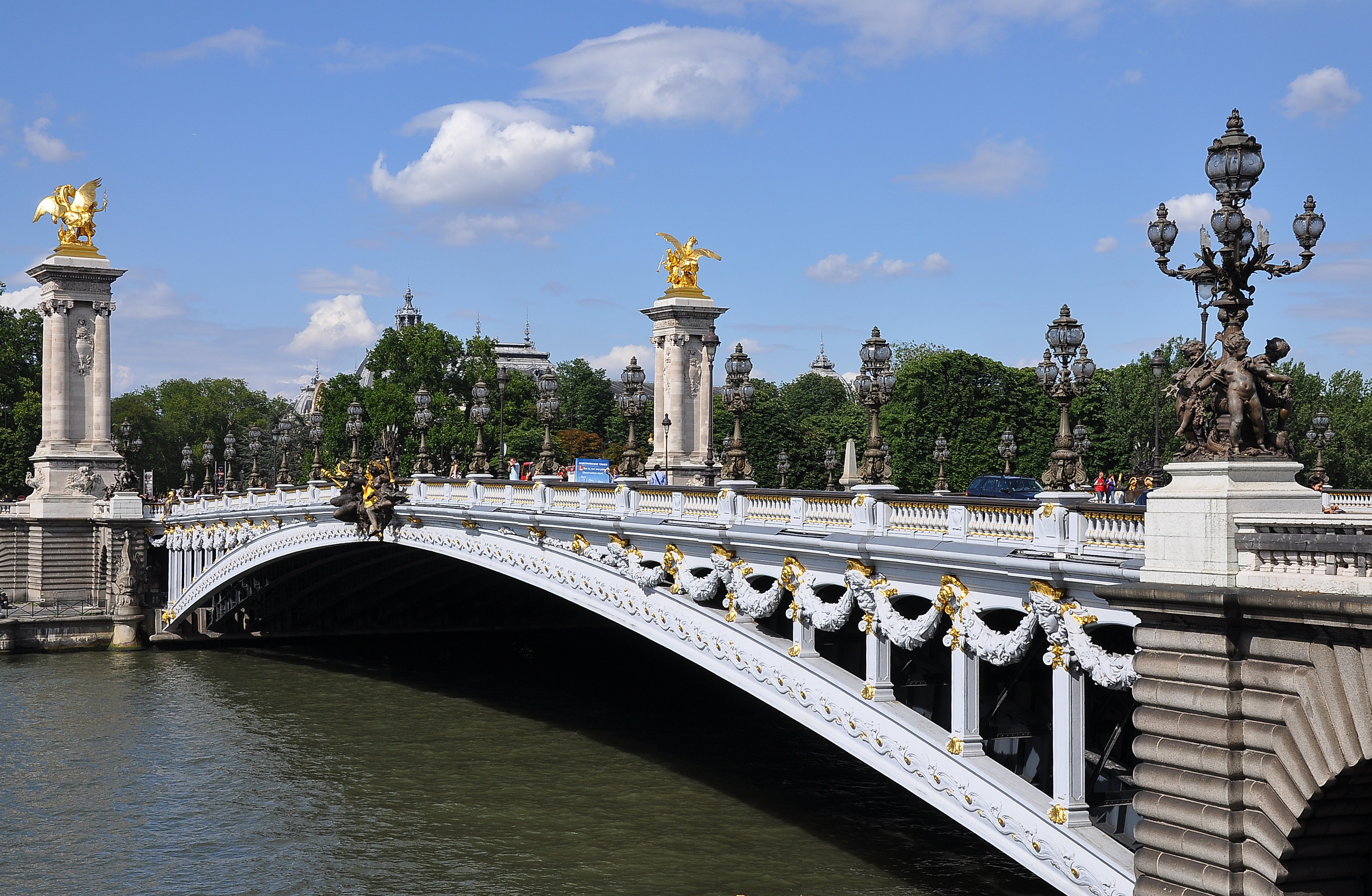
Cầu Alexandre-III

Clarke chia sẻ cô không gặp khó khăn trong việc vào vai Lou vì sự tương đồng giữa cô và nhân vật. Ở chiều ngược lại, Claflin gọi đây là vai diễn thử thách nhất mà anh từng đảm nhiệm, thừa nhận rằng anh không lường trước được những yêu cầu về mặt thể chất mà vai diễn đòi hỏi: "Tôi phải hoàn toàn bất động và sử dụng các bắp cơ mà mình không quen dùng để điều khiển cơ thể vào một vị trí nhất định, cứ thế trong vòng nhiều giờ." Tuy nhiên, để đi cùng nhân vật trên hành trình xúc cảm còn là một thử thách khó khăn hơn nữa với Claflin khi Will có thế giới quan mà anh cảm thấy "hoàn toàn xa lạ", cũng như anh không thể diễn tả cảm xúc của nhân vật bằng hành động mà chỉ được thông qua lời nói và biểu cảm khuôn mặt. Claflin tiết lộ đây là lần đầu anh thực hiện những cảnh khóc mà không cần đến sự trợ giúp của các loại đạo cụ: "Tôi tự đặt mình vào các tình huống, tạm quên đi lý trí của mình và tưởng tượng xem khi ở vào hoàn cảnh đó bản thân sẽ cảm thấy như thế nào". Coi đoàn làm phim như là một "đại gia đình luôn mang lại niềm vui cho nhau", Claflin bày tỏ sự trân trọng đối với họ khi luôn giúp anh có thể giữ được một tinh thần tích cực trên phim trường mặc cho những khó khăn của vai diễn. Anh nói về các bạn diễn: "Tình yêu thương của cả dàn diễn viên làm tôi luôn cảm thấy mình được nâng đỡ mỗi khi cần – mà đôi khi là nâng đỡ theo đúng nghĩa đen!" Cả hai diễn viên chính đều mô tả trải nghiệm làm việc cũng nhau là rất thoải mái và vui vẻ.
Sharrock cho rằng việc tạo không khí tích cực cho bộ phim là điều rất quan trọng, do đó ánh nắng tự nhiên và những gam màu sáng được sử dụng nhiều. Cô không muốn tiếp cận bộ phim về mặt thị giác theo cách đen tối và nặng nề như thể "phán xét quyết định của Will là đúng hay sai". Trái lại, Sharrock muốn khán giả có trải nghiệm thoải mái khi xem bộ phim và mang lại cho họ cảm giác vừa "cổ tích" – trong đó có việc lựa chọn và tạo hình cho toà lâu đài trong phim, vừa "hoàn toàn có thể chạm tới". Cô nói: "Tôi muốn bộ phim nhìn giống như thể là Merchant Ivory thời hiện đại". Cô cũng muốn dành cho người xem không gian trước khi đến với những vấn đề lớn lao của phim. Xuyên suốt bộ phim có một sự chuyển đổi về cảm quan khi tông màu xám được sử dụng nhiều trong những cảnh đầu để mang lại một chất Anh không quá u ám, cũng như việc bộ phim bắt đầu bằng những khung cảnh mang lại cảm giác gò bó như nhà Lou hay gian nhà phụ của Will, nhưng rồi không gian trở nên tươi sáng và rộng mở hơn: khu vườn, bên ngoài căn nhà, khu du lịch và cuối cùng là Paris. Sự chuyển đổi này theo Sharrock là để làm nổi bật hành trình của Lou "từ hài lòng với thế giới nhỏ bé xung quanh mình cho đến sẵn sàng đương đầu với tất cả những gì mà thế giới ngoài kia mang lại."
Sharrock khen ngợi nhà sản xuất Rosenfelt vì đã hiểu rõ những lo lắng mà nữ đạo diễn chuyên về kịch sân khấu này gặp phải khi quay một bộ phim mà đa phần "chỉ có hai nhân vật với nhau, và địa điểm thì thường lặp lại." Để tránh mắc phải lỗi tạo cảm giác "kịch" cho tác phẩm, cô đã sớm thảo luận kĩ lưỡng về cách quay, nơi quay và cả vị trí đặt máy quay với nhà thiết kế bối cảnh Andrew McAlpine và đạo diễn hình ảnh từng được đề cử giải Oscar Remi Adefarasin. Một trong những khó khăn mà sự thay đổi từ sân khấu sang phim trường mang lại cho Sharrock đó là phải luôn bền bỉ, quyết đoán và chuẩn bị sẵn sàng cho những diễn biến và thay đổi trên phim trường cũng như trong kịch bản. Hợp tác chặt chẽ với nhau từ khâu kịch bản cho tới tuyển vai, Moyes bày tỏ sự cảm kích khi Sharrock tiếp tục để cô cùng làm việc trên phim trường, cho rằng sự thống nhất về tầm nhìn giữa cả hai đã giúp cho quá trình thực hiện bộ phim trở nên dễ dàng hơn. Nhà biên kịch cũng dành lời khen ngợi cho Clarke và Claflin vì khả năng thích ứng tuyệt vời của họ với các sửa đổi bất ngờ trong kịch bản, trong đó có những thay đổi diễn ra chỉ 20 phút trước khi ghi hình, ngoài ra hai diễn viên cũng đã tự ứng biến một số câu thoại. Sharrock cho rằng sự tôn trọng và tin tưởng lẫn nhau giữa Clarke và Claflin đã giúp họ mang lại những màn trình diễn tốt nhất có thể, còn Moyes gọi tinh thần cầu thị và hợp tác của đoàn làm phim, bao gồm cả các diễn viên, là điều cốt lõi mang lại không khí tích cực và thành công cho quá trình thực hiện tác phẩm. Clarke tiết lộ đoàn làm phim đã thuê một nhân viên chuyên làm việc tại các phòng khám điều trị chấn thương tuỷ sống để đảm bảo tái hiện các khía cạnh liên quan đến khuyết tật một cách chuẩn xác và tôn trọng nhất.
Sharrock tiến hành chỉnh sửa bộ phim cùng biên tập viên từng được đề cử giải BAFTA John Wilson. Cô mô tả đây là một quá trình cho phép nhiều sự tự do hơn so với việc biên tập một vở kịch sân khấu vì chỉ có hai người cùng làm việc với nhau. Vị đạo diễn gọi việc quay nhiều cảnh nhất có thể chỉ đơn thuần là một sự trang bị thêm bởi lẽ luôn có phát sinh trong quá trình biên tập, đồng thời cũng có nhiều cảnh phải loại bỏ do "khi quay thì thấy nó thật là tuyệt, nhưng giờ khi đặt vào hoàn cảnh thì nó lại làm thay đổi mọi thứ nên ta không cần nó nữa".

### Nhạc phim
Sharrock chia sẻ: "Với tôi, âm nhạc là một điều rất quan trọng và tôi muốn nâng đỡ một câu chuyện hay một màn trình diễn bằng thứ âm nhạc thích hợp". Sớm ý thức được tầm ảnh hưởng của âm nhạc trong Trước ngày em đến, khoảng sáu tháng trước khi tác phẩm bắt đầu đi vào sản xuất, Sharrock tự tạo một danh sách nhạc mà cô thường xuyên nghe và thêm vào đó những ca khúc bản thân thấy phù hợp với bộ phim, trong đó "Photograph" – ca khúc xuất hiện trong cả trailer và phim, cùng với "Thinking Out Loud" – được sử dụng thường xuyên trong phim, đều của ca sĩ kiêm sáng tác nhạc người Anh Ed Sheeran, là hai trong số các bài hát đầu tiên của danh sách. Nhiều bài hát nằm trong danh sách này nhưng không xuất hiện trong bộ phim có "The First Time Ever I Saw Your Face" của Roberta Flack cũng như âm nhạc của Jamie Lawson, James Bay, Adele và Jamie xx. Sharrock cũng cho vào danh sách này một số ca khúc thể loại heavy rock khi tìm cho Will thứ âm nhạc "giận dữ" mà nhân vật thường hay nghe. Jessie Ware sáng tác riêng cho Trước ngày em đến ca khúc "Till The End", trong khi đó Imagine Dragons dành tặng tác phẩm bài hát "Not Today", còn ca khúc "Unsteady" của X Ambassadors được Erich Lee Gravity phối giao hưởng dành riêng cho bộ phim. Ngoài ba bài hát gốc này và hai ca khúc nói trên của Sheeran, album nhạc phim còn bao gồm các bài hát của Max Jury, Holychild, The 1975, Jack Garratt và Cloves. Interscope Records phát hành album này dưới dạng kỹ thuật số vào ngày 3 tháng 6 năm 2016, cùng ngày ra rạp của bộ phim.
Nhà soạn nhạc từng đoạt giải Quả cầu vàng Craig Armstrong đảm nhiệm vai trò soạn nhạc cho Trước ngày em đến. Gọi âm nhạc trong phim là một thứ "hỗn hợp", Sharrock đánh giá cao tầm quan trọng của những bản nhạc được soạn bởi Armstrong cũng như các ca khúc khác trong phim, cho rằng chúng như "chung một nhịp đập với mọi đổi thay và từng thời kỳ trong mối quan hệ giữa Lou và Will." Album nhạc nền phim do ông sáng tác được Watertower Music phát hành dưới dạng kỹ thuật số vào ngày 24 tháng 6 năm 2016.
| Me Before You: Original Motion Picture Soundtrack | Me Before You: Original Motion Picture Soundtrack | Me Before You: Original Motion Picture Soundtrack                 | Me Before You: Original Motion Picture Soundtrack | Me Before You: Original Motion Picture Soundtrack |
| STT                                               | Nhan đề                                           | Sáng tác                                                          | Thể hiện                                          | Thời lượng                                        |
| ------------------------------------------------- | ------------------------------------------------- | ----------------------------------------------------------------- | ------------------------------------------------- | ------------------------------------------------- |
| 1.                                                | "Numb"                                            | Inflo, Max Jury                                                   | Max Jury                                          | 4:05                                              |
| 2.                                                | "Happy With Me"                                   | Louie Diller, Liz Nistico                                         | Holychild                                         | 2:48                                              |
| 3.                                                | "Unsteady"                                        | Alex da Kid, Adam Levin, Sam Harris, Casey Harris, Noah Feldshuh  | X Ambassadors                                     | 2:24                                              |
| 4.                                                | "Till The End"                                    | Dave Okumu, Jamie Scott, Sacha Skarbek, Jessie Ware               | Jessie Ware                                       | 3:00                                              |
| 5.                                                | "The Sound"                                       | Ross MacDonald, Matthew Healy, George Daniel, Adam Hann           | The 1975                                          | 4:08                                              |
| 6.                                                | "Surprise Yourself"                               | Jack Garratt                                                      | Jack Garratt                                      | 4:20                                              |
| 7.                                                | "Don't Forget About Me"                           |                                                                   | Cloves                                            | 4:28                                              |
| 8.                                                | "Photograph"                                      | Ed Sheeran, Johnny McDaid                                         | Ed Sheeran                                        | 4:16                                              |
| 9.                                                | "Not Today"                                       | Ben McKee, Dan Reynolds, Mike Daly, Wayne Sermon, Daniel Platzman | Imagine Dragons                                   | 4:21                                              |
| Tổng thời lượng:                                  | Tổng thời lượng:                                  | Tổng thời lượng:                                                  | Tổng thời lượng:                                  | 34:50                                             |

## Phát hành
Tháng 7 năm 2014, báo chí đưa tin Trước ngày em đến sẽ công chiếu vào ngày 21 tháng 8 năm 2015. Tuy nhiên, sau nhiều lần thay đổi, Warner Bros. Pictures ấn định thời điểm ra rạp của bộ phim là vào ngày 3 tháng 6 năm 2016, một quyết định được cho là để thu hút đối tượng khán giả nữ trong độ tuổi đại học và trung học vừa bắt đầu kì nghỉ hè. Ngày 2 tháng 2 năm 2016, Warner Bros. Pictures ra mắt công chúng áp phích chính thức cho tác phẩm và trailer đầu tiên được phát hành một ngày sau đó. Trailer của phim là một sự thành công khi thu hút hơn 100 triệu lượt xem trên mọi nền tảng, đồng thời cũng đưa cuốn tiểu thuyết gốc lên xếp đầu trong danh sách những cuốn sách bán chạy nhất tuần của tờ The New York Times và từ hạng 141 leo lên vị trí thứ ba trên bảng xếp hạng tương tự của tờ USA Today. Trong thời gian quảng bá cho Trước ngày em đến, trang web chính thức của bộ phim được Warner Bros. Pictures thiết kế để xuất hiện những chú ong bay quanh giao diện của trang, đồng thời cũng có một công cụ cho phép người dùng ghép ảnh mình vào áp phích bộ phim. Ngoài ra, hãng này cũng tạo một tài khoản Pinterest cho nhân vật Lou. Bộ phim có buổi công chiếu đầu tiên trên thế giới tại Nhà hát AMC Lincoln Square 13, thành phố New York vào ngày 23 tháng 5 năm 2016, sau đó được Warner Bros. Pictures chính thức phát hành tại Hoa Kỳ và Vương quốc Anh vào ngày 3 tháng 6 năm 2016.

### Các dạng phát hành khác
Trước ngày em đến được phát hành dưới dạng kĩ thuật số vào ngày 16 tháng 8 năm 2016, trên định dạng DVD và Blu-ray vào ngày 30 tháng 8 cùng năm. Tại Hoa Kỳ, bộ phim xếp vị trí thứ hai trong bảng xếp hạng Top 20 doanh số DVD và Blu-ray nói chung và xếp thứ tư cho định dạng Blu-ray nói riêng trong tuần đầu phát hành. Bộ phim đã mang về tổng cộng 9.639.189 USD cho cả hai định dạng, trong đó có 6.654.172 USD doanh thu DVD và 2.985.017 USD từ Blu-ray.

## Đón nhận

### Doanh thu phòng vé
Trước ngày em đến thu về 56,2 triệu USD ở Bắc Mỹ và hơn 152 triệu USD từ các quốc gia khác, nâng tổng doanh thu lên con số 208,3 triệu USD, trong khi kinh phí sản xuất là 20 triệu USD.
Tại thị trường Bắc Mỹ, Trước ngày em đến ra rạp cùng thời điểm với Popstar: Never Stop Never Stopping và Ninja Rùa: Đập tan bóng tối, dự kiến thu về khoảng 15 triệu USD từ 2.704 rạp trong tuần đầu công chiếu. Bộ phim mang về 1,4 triệu USD từ các buổi chiếu thử tối thứ Năm và 7,8 triệu USD trong ngày đầu tiên ra rạp, tiếp đó là 6,2 triệu USD và 4,3 triệu USD trong hai ngày cuối tuần, nâng tổng mức doanh thu tuần đầu tiên tại Bắc Mỹ lên con số 18,3 triệu USD, đứng thứ ba tại phòng vé sau Ninja Rùa: Đập tan bóng tối (35,3 triệu USD) và X-Men: Cuộc chiến chống Apocalypse (22,3 triệu USD). Cho đến cuối tuần thứ hai, bộ phim mở rộng tối đa đến 2.762 rạp và mang về thêm 9 triệu USD, đứng thứ sáu trong bảng xếp hạng doanh số tuần này.
Trong tuần đầu tiên ra mắt, thị trường quốc tế đã mang lại cho Trước ngày em đến 7,7 triệu USD doanh thu. Tại Anh, trong tuần thứ hai ra mắt, bộ phim bất ngờ xếp vị trí thứ nhất trên bảng xếp hạng doanh thu với 2,06 triệu USD dù con số này đã giảm khoảng 20% so với tuần đầu khi bộ phim xếp hạng ba. Với 13,7 triệu USD, Anh là quốc gia mang lại doanh thu nhiều thứ ba cho tác phẩm tại thị trường ngoài nước, xếp sau Đức (20,1 triệu USD), Brazil (17,1 triệu USD) và xếp trên các nước như Mexico (11,6 triệu USD), Úc (9,1 triệu USD). Trong năm 2016, đây là phim điện ảnh nước ngoài có doanh thu cao nhất tại Na Uy với 5,4 triệu USD, đồng thời đứng thứ hai trên bảng xếp hạng doanh thu nói chung, xếp sau bộ phim nội địa Kongens nei (8,8 triệu USD). Doanh thu của phim chính thức vượt qua con số 200 triệu USD vào ngày 6 tháng 9 năm 2016, chỉ ít ngày sau khi tác phẩm ra mắt với vị trí thứ nhất tại phòng vé Ý.

### Đánh giá chuyên môn
Trên hệ thống tổng hợp kết quả đánh giá Rotten Tomatoes, Trước ngày em đến có tỷ lệ đánh giá tích cực là 54% dựa trên nhận xét của 180 nhà phê bình, với điểm trung bình là 5,50/10. Phần đánh giá chung của phim trên trang web này có nội dung: "Lợi thế của Trước ngày em đến là sự tương tác vô cùng ngọt ngào giữa Emilia Clarke và Sam Claflin, dù vậy điều này là chưa đủ để bù đắp cho sự thiếu khéo léo của bộ phim trong việc khai thác một chủ đề nhạy cảm." Trên trang Metacritic, số điểm trung bình của phim là 51/100 dựa trên 36 nhận xét, cho thấy "các đánh giá trái chiều hoặc ở mức trung bình". Khán giả tham gia bình chọn trên trang CinemaScore, trong đó có 81% là nữ và 53% trong số này có độ tuổi từ 35 trở lên, đã chấm tác phẩm điểm "A" trên thang điểm từ A+ đến F.
Chấm bộ phim điểm "B–", David Ehrlich từ trang IndieWire dành lời khen cho bầu không khí tích cực của Trước ngày em đến, nhưng cũng chỉ ra rằng có được điều này là do nhiều tình tiết bi kịch đã bị lược bỏ, gọi đây là một tác phẩm "muốn bạn rơi nước mắt nhưng không muốn làm bạn đau lòng." Chris Nashawaty của Entertainment Weekly so sánh phim với những tác phẩm như Love Story (1970) và The Fault in Our Stars (2014), đánh giá cao sự cảm động của phim dù vẫn đi theo công thức quen thuộc của dòng phim lãng mạn. Viết cho Time, Stephanie Zacharek cũng cho rằng bộ phim đã rất thành công trong việc lấy đi nước mắt của người xem. Đồng tình với quan điểm này, Kimberley Jones của tờ The Austin Chronicle đánh giá phim đã "tái hiện một cách đầy trìu mến những phân cảnh mang tính biểu tượng nhất của cuốn sách". Kate Lloyd từ Times Out cho rằng bộ phim đã rất trung thành với cuốn tiểu thuyết gốc và biết cách "chuyển đổi một cách tinh tế từ những khoảnh khắc gây cười sang những cảnh cảm động rơi nước mắt". Viết cho tờ New York Daily News, Joe Dziemianowicz gọi tác phẩm là một "minh chứng cho sức mạnh siêu việt của tình yêu – dù không theo cách bạn mong đợi." Tom Russo từ tờ The Boston Globe cho rằng "điều khiến bộ phim có phần khác biệt" là đã "khai thác được những tình huống nan giải dễ gây tranh cãi để khơi gợi nước mắt nơi khán giả", còn Richard Lawson của Vanity Fair nhận định phim "tiếp cận chủ đề gai góc của nó với sự chín chắn và thẳng thắn đáng khen ngợi", đồng thời dành lời khen cho Sharrock khi viết "đứng sau camera hẳn là một người rất có đầu óc" và mô tả cảnh quay cuối cùng của nữ đạo diễn là "hoàn hảo". Rex Reed của The New York Observer gọi đây là "bộ phim đầu tay ngon như rượu sherry của vị đạo diễn chuyên về kịch sân khấu Thea Sharrock".
Tương tác giữa Emilia Clarke và Sam Claflin được một số nhà phê bình khen ngợi, với Lauren Chval RedEye từ St. Louis Post-Dispatch đánh giá hai diễn viên chính đã "diễn tròn vai và tương tác lẫn nhau vô cùng chân thực", còn Mara Reinstein của Us Weekly gọi đây là "màn trình diễn đột phá" của cả hai. Susan Wloszczyna từ trang RogerEbert.com gọi màn thể hiện của Clarke bằng những tính từ như "thu hút" và "chân thành". Tương tự, Adam Graham của The Detroit News nhận xét nữ diễn viên đã "chiếm trọn ánh hào quang" và "thu hút hệt như cái cách Julia Roberts làm bừng sáng màn ảnh trong Pretty Woman."
Trước ngày em đến vấp phải nhiều phản hồi trái chiều từ giới chuyên gia. Stephanie Merry từ The Washington Post nhận định bộ phim không truyền tải được xúc cảm và sự phát triển nhân vật của cuốn tiểu thuyết dù diễn xuất của Clarke và Claflin là một điểm sáng. Sheri Linden của The Hollywood Reporter đánh giá phim quá rập khuôn, còn Jocelyn Noveck của hãng thông tấn Associated Press cho rằng dù phim vẫn có thể lấy đi nước mắt của khán giả nhưng "dường như các nhà làm phim đã bỏ lỡ cơ hội để xử lý tinh tế hơn một chủ đề quan trọng, gai góc". Andrew Barker từ Variety nhận thấy tác phẩm "đi sâu vào những vấn đề sâu sắc, phức tạp nhưng cuối cùng lại rơi vào tình trạng quá sức." Tara Brady của tờ The Irish Times nhận định rằng bộ phim "không để tâm đến thực tế cuộc sống của người khuyết tật". Tony Hicks của East Bay Times cho rằng Moyes và Sharrock "đã biến câu chuyện tình trở nên quá nông cạn" và "họ dường như đã quên rằng những bộ phim lãng mạn hay không nhất thiết phải đẹp". Richard Roeper của Chicago Sun Times cho rằng tác phẩm "được quay một cách tuyệt đẹp và có chủ đích tốt" nhưng "đã bị diễn xuất không phù hợp của một trong các diễn viên chính [Clarke] làm hỏng", chỉ trích diễn biến phim với cảnh quay cuối cùng "khiến người ta tức giận và thất vọng hơn là xúc động". Michael Phillips từ Chicago Tribune cho rằng Clarke đã bị "dìm" bởi kỹ thuật của Sharrock và "vô số cảnh biểu cảm thái quá mà qua tay biên tập viên John Wilson lại càng trở nên trầm trọng hơn", còn Peter Rainer của The Christian Science Monitor nhận xét "chỉ có Janet McTeer và Charles Dance là đang thực sự diễn xuất". Ở chiều tiêu cực hơn, Kevin Maher của tờ The Times gọi Trước ngày em đến là một "thảm hoạ điện ảnh" vì "quá sướt mướt khi cần phải cảm động, giả tạo khi đáng lẽ phải chân thành, và gần như xúc phạm người ta thay vì khiến họ suy ngẫm." A. O. Scott của The New York Times đánh giá bộ phim "là nơi mà sự tẻ nhạt, lố bịch và uỷ mị hội tụ". Allison Shoemaker từ Consequence cho rằng "nói phim này mang tính công thức là một sự xúc phạm đối với các tác phẩm thực sự theo đuổi thể loại này". Geoffrey Macnab của The Independent gọi đây là một tác phẩm "cực kỳ đáng xấu hổ" khi "lướt qua các vấn đề phức tạp như khuyết tật và trợ tử một cách qua quít và lợi dụng." Julia Cooper của The Globe and Mail gọi bộ phim bằng tính từ "rẻ tiền", viết rằng "giống như một người có nhiều tiền hơn là biết phải làm gì, bộ phim này đánh đồng vật chất với giá trị và cho rằng sự yếu đuối đồng nghĩa với cái chết."

### Giải thưởng
| Giải thưởng                                | Hạng mục                       | Đề cử cho                    | Kết quả   | Chú thích |
| ------------------------------------------ | ------------------------------ | ---------------------------- | --------- | --------- |
| Giải Sự lựa chọn của công chúng lần thứ 43 | Phim chính kịch được yêu thích | Trước ngày em đến            | Đoạt giải | [ 100 ]   |
| Giải Sự lựa chọn của thiếu niên 2016       | Phim được chọn: Cảnh khoá môi  | Emilia Clarke và Sam Claflin | Đề cử     | [ 101 ]   |
| Giải Điện ảnh và Truyền hình của MTV 2017  | Lấy đi nước mắt của khán giả   | Emilia Clarke và Sam Claflin | Đề cử     | [ 102 ]   |

### Tranh cãi
Trước ngày em đến và cuốn tiểu thuyết mà nó dựa trên đều vấp phải sự chỉ trích từ nhiều cá nhân thuộc cộng đồng người khuyết tật. Họ cho rằng tác phẩm ẩn chứa thông điệp khuyết tật là một thứ gánh nặng và là một điều tồi tệ, đồng thời khẳng định bộ phim ủng hộ quan điểm người tàn tật nên ra đi thay vì tận hưởng cuộc sống như người bình thường. Họ nhìn nhận phim như là một sự khuyến khích người khuyết tật chấm dứt cuộc đời để những người thân ở lại được "sống hết mình". Một số khác cho rằng tác phẩm đang lợi dụng cộng đồng người khuyết tật khi cố gắng lay động xúc cảm nơi người xem nhưng lại không giúp được gì cho người khuyết tật, điều vốn có thể thực hiện bằng cách tuyển vai một cách "chuẩn xác" hơn, chỉ trích việc bộ phim tuyển diễn viên với cơ thể bình thường vào vai nhân vật khuyết tật. Viết cho Vulture, nhà văn người khuyết tật Ryan O'Connel cho rằng những cảnh quay khi còn khoẻ mạnh của nhân vật Will "vốn có thể dễ dàng bị cắt đi hoặc chỉnh sửa kĩ xảo", bày tỏ sự thất vọng khi các diễn viên bị liệt không được tiếp xúc với cơ hội nhận vai. Dominick Evans từ Trung tâm Quyền Người khuyết tật ở thành phố New York cho rằng Hollywood cần "ngừng làm phim về việc tước đi sinh mạng của người tàn tật vì nó chẳng giúp ích được gì cho ai cả", còn giám đốc khu vực New England của Not Dead Yet, một tổ chức bảo vệ quyền cho người khuyết tật và phản đối trợ tử, đánh giá cuốn sách và bộ phim là "nguy hiểm" với những người mới rơi vào trạng thái tàn tật, đồng thời khẳng định việc cao cả hóa tự tử là một điều "đê tiện". Bên cạnh đó, những người theo phong trào quyền khuyết tật cũng chỉ trích việc nhân vật Will không được hỗ trợ và tiếp cận với các liệu pháp trị liệu tâm lý. Làn sóng chỉ trích trên mạng xã hội với hashtag #MeBeforeEuthanasia (tạm dịch: Tôi trước khi có an tử) nổ ra, dẫn đầu bởi những nhân vật nổi tiếng thuộc cộng đồng người khuyết tật: ở Anh có Liz Carr, Penny Pepper, Mik Scarlet, Cherylee Houston và tổ chức Not Dead Yet chi nhánh Anh Quốc; ở Mỹ có Dominick Evans, Emily Ladau và các nhà hoạt động của Not Dead Yet Hoa Kỳ. Tại Mỹ, biểu tình diễn ra ở các thành phố như Los Angeles, New York, Boston, Denver, Atlanta, Chicago, Baltimore và Philadelphia. Phim cũng bị biểu tình ở Anh và Úc. Mặt khác, trong một bài phỏng vấn năm 2013, Moyes chia sẻ rằng tổ chức từ thiện hỗ trợ các bệnh nhân bị liệt do chấn thương tuỷ sống Christopher and Dana Reeve Foundation ủng hộ cuốn tiểu thuyết của bà. Sarah-Jane, một blogger người khuyết tật, chia sẻ với tờ The Telegraph rằng cô không đồng ý với quan điểm của những người biểu tình rằng cuốn sách mang thông điệp khuyết tật là gánh nặng; cô tôn trọng quyết định của nhân vật Will và không cho rằng nó ám chỉ chung cho cả cộng đồng khuyết tật.
Sharrock chia sẻ cô vẫn luôn hiểu rõ tính nghiêm trọng của chủ đề bộ phim và việc nó dễ gây tranh cãi như thế nào, bày tỏ sự thất vọng khi "người ta đi biểu tình trong khi chưa hề đọc cuốn sách hay xem bộ phim." Nữ đạo diễn gọi sự chỉ trích là "hiểu lầm căn bản" về thông điệp thực sự của phim và nhấn mạnh vào tính cá nhân trong quyết định của nhân vật Will, nói: "Đây là một câu chuyện hư cấu nói về tầm quan trọng của quyền tự quyết định. Thông điệp của bộ phim là hãy sống hết mình, luôn cố gắng, đừng an phận." Cô cũng xem những bàn tán xoay quanh tác phẩm là một "thành tựu" đối với mình. Trước làn sóng chỉ trích bộ phim, Moyes tiết lộ rằng ban đầu bà cảm thấy "khá bất ngờ" vì trước đây chưa từng gặp phải trường hợp nào rút ra bài học từ cuốn sách theo cách như vậy. Bà nói với một người biểu tình tại buổi công chiếu bộ phim ở London rằng "đó không phải là những gì mà bộ phim muốn truyền tải". Moyes giải thích rằng cốt truyện được lấy cảm hứng từ chính người thân luôn cần được coi sóc 24/24 trong gia đình bà, cũng như câu chuyện có thật về một người đàn ông liệt tứ chi thuyết phục cha mẹ đưa mình đến trung tâm trợ tử. "Tôi nghĩ ta không thể phán xét hành động của ai đó nếu như không thực sự đặt bản thân mình vào họ," Moyes nói và chia sẻ thêm về quyết định tìm đến trợ tử của nhân vật Will: "Sự thật hiển nhiên là cả trong phim và tiểu thuyết, không một ai đồng ý với quyết định của cậu ấy ngoài chính bản thân cậu. Tôi không có bất kì ẩn ý nào cả. Mọi thứ chỉ xoay quanh cá nhân nhân vật – chẳng có gì hơn." Clarke khẳng định đoàn làm phim "luôn cẩn trọng trong việc diễn tả mọi thứ", đồng thời không hề có ý hạ thấp người khuyết tật và chỉ đang "tái hiện một trường hợp chứ không phải nêu lên một quan điểm." Claflin chia sẻ rằng anh không muốn đưa ra phán xét về nhân vật của mình, nhưng anh hiểu cho quyết định của Will: "Chúng ta và cả thế giới này đã đấu tranh gian khổ trong suốt nhiều năm để giành lấy quyền tự do ngôn luận, tự do suy nghĩ và tự do đưa ra ý kiến, và tôi nghĩ rằng mỗi người đều nên có quyền tự đưa ra quyết định cho bản thân mình – dù đúng hay sai, tốt hay xấu."